# Parafia św. Wojciecha w Rudzie
Parafia Świętego Wojciecha Biskupa Męczennika w Rudzie – parafia rzymskokatolicka w Rudzie. Należy do Dekanatu Wieluń – św. Wojciecha archidiecezji częstochowskiej. Prawdopodobnie została utworzona w XII wieku. Parafię prowadzą księża diecezjalni.

## Proboszczowie
- ks. Jan (1226-1249)
- ks. Maciej (1258 I 5)
- ks. Mikołaj (1291- IX)
- ks. Jakub (1308-)
- ks. Jan (1320-1324)
- ks. Wincenty (1354-1355)
- ks. Adam (1362-1369)
- ks. Budesław (1379-)
- ks. Andrzej (1380-1384)
- ks. Krzeslaw (1388-)
- ks. Jan (1415-)
- ks. Stanisław (1459-)
- ks. Jerzy (1521-)
- ks. Bartłomiej (1556-)
- ks. Jan (1583-)
- ks. Maciej Starzeński (1603-)
- ks. Adam Zmarzły (1627-1642)
- ks. Bieniewski (1695-)
- ks. Stanisław Świtalski (1720-1726)
- ks. Franciszek Raczyński (1729-)
- ks. Franciszek Gętkiewicz (1730-1767)
- ks. Antoni Gałęski (1775-1784)
- ks. Aleksander Taczanowski (1797-1810)
- ks. Jakub Miastowski (1817-1821)
- ks. Kwiryn Kanty (1821-1837)
- ks. Szczepan Niski (1837-1861)
- ks. Jan Motymlewski (1861-1878)
- ks. Marcin Tęczyński (1878-1883)
- ks. Teofil Ojrzanowski (1883-1884)
- ks. Adalbertus Rusin (1884-1887)
- ks. Władysław Gumiński (1887-1907)
- ks. Edward Żołnowski (1907-1908)
- ks. Bronisław Ostrzycki (1908-1916)
- ks. Piotr Filipkiewicz   (1916-1921)
- ks. Antoni Zmysłowski (1921-1935)
- ks. Wacław Chrzanowski (1935-1941)
- ks. Jňzef Prňchnicki (1941-1945)
- ks. Kazimierz Lubas (1945-1958)
- ks. Wladysław Soboń (1958-1985)
- ks. Edward Skalik (1985-1994)
- ks. Lechosław Szymanek (1994-2010)
- ks. Bogdan Kijak (2010-2020)
- ks. Wojciech Drobiec (od 07.2020)[4]